# Harriet Taylor Mill

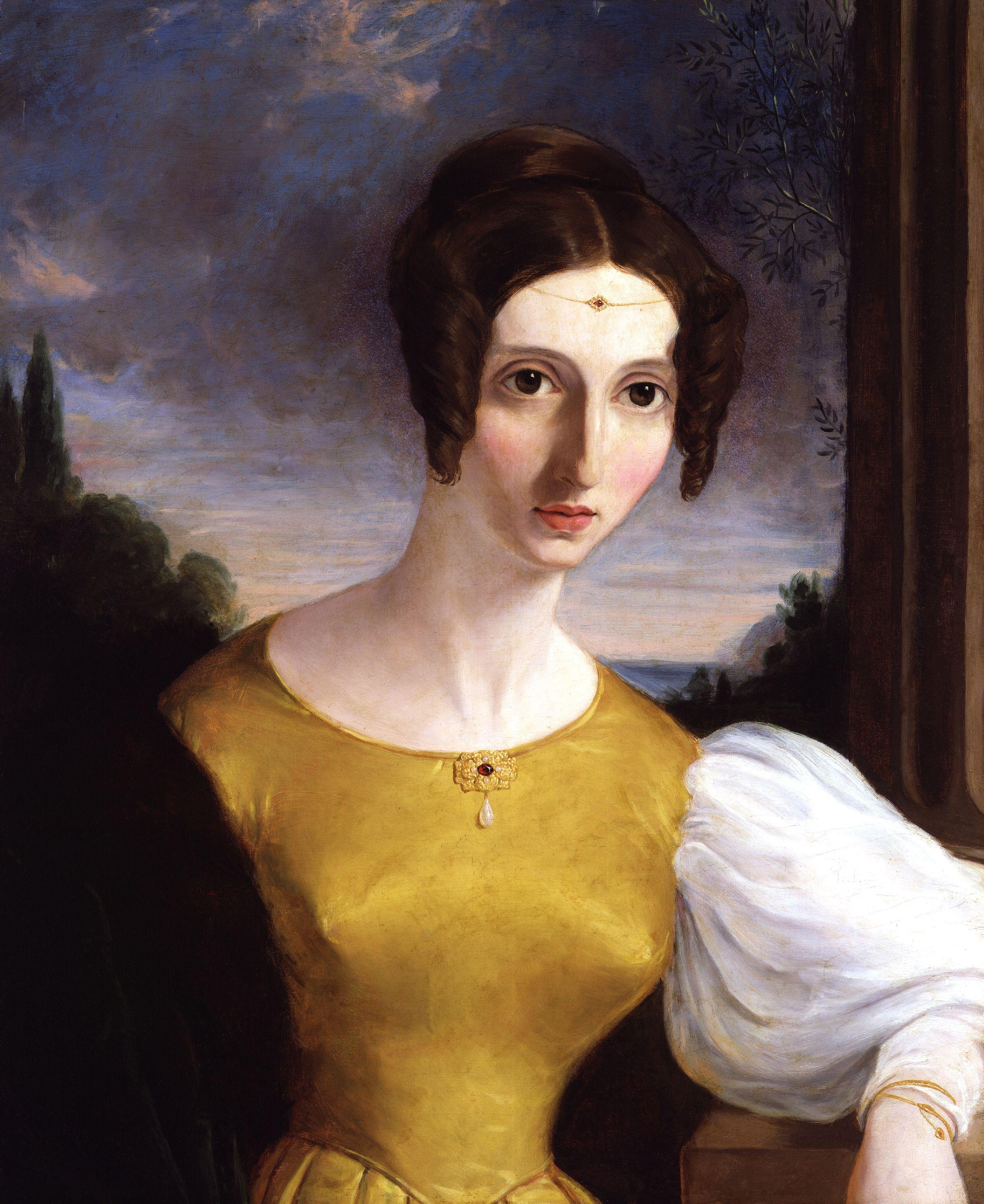
Harriet Taylor Mill-Hardy

Harriet Taylor Mill - geboren als Harriet Hardy - (Walworth (Londen), 8 oktober 1807 – 3 november 1858) was een filosoof en verdediger van vrouwenrechten. Ze liet niet zo veel werken na, maar leeft vooral verder in de herinnering omwille van de zeer ingrijpende invloed die ze had op haar tweede echtgenoot, de filosoof John Stuart Mill.

## Leven
Harriet werd geboren als dochter van de Londense arts Thomas Hardy en zijn vrouw Harriet Hurst. De kennis die ze verwierf verkreeg ze grotendeels door zelfstudie. Ze kende voldoende Frans, Duits, Italiaans, Grieks en Latijn, wat blijkt uit de citaten uit vreemde talen die ze in haar geschriften gebruikte. Ze haalde in haar werk ook vaak allerlei filosofen, dichters, schrijvers, essayisten en historici aan en etaleerde een uitgebreide kennis van de vrouwengeschiedenis.
Harriet Hardy huwde met haar eerste echtgenoot John Taylor in 1826, toen ze nog maar pas 18 was. Met hem kreeg ze drie kinderen: Herbert, Algernon, en Helen. In 1830 ontmoette ze haar toekomstige echtgenoot John Stuart Mill. W. J. Fox, de voorzitter van de Unitarian congregation (Unitaristische congregatie), stelde hem aan haar voor. Ze werden hechte vrienden en mogelijk ook geliefden terwijl Harriet nog getrouwd was met John Taylor. John Taylor toonde zich in deze periode heel tolerant en vergemakkelijkte de bezoekjes van J.S. Mill zelfs door 's avonds naar zijn club te gaan. In 1833 drong hij er uiteindelijk toch op aan dat zijn vrouw, die hij heel toegewijd was, een aparte residentie zocht. Harriet woonde er samen met haar dochter, terwijl de vader de hoede kreeg over de twee jongens. Nadat Taylor in 1849 aan kanker was gestorven, wachtten Harriet en John Stuart Mill nog twee jaar alvorens in 1851 te trouwen. Ze waren op dat ogenblik al 21 jaar vrienden.
Harriet Taylor Mill stierf op 3 november 1858 in Avignon, na een ernstige longontsteking als gevolg van tuberculose.
John Stuart Mill, die haar erg apprecieerde, schreef over haar:
(citaat) : "Were I but capable of interpreting to the world one half the great thoughts and noble feelings which are buried in her grave, I should be the medium of a greater benefit to it, than is ever likely to arise from anything that I can write, unprompted and unassisted by her all but unrivalled wisdom."
(vertaling): "Was ik maar in staat om aan de wereld ook maar de helft van de grootse gedachten en nobele gevoelens die nu in haar graf rusten mee te delen, dan zou dit een waardevoller bijdrage zijn dan alles wat ik nog zal schrijven zonder de steun en de hulp van haar ongeëvenaarde wijsheid".

## Persoonlijkheid
Het beeld dat tijdgenoten van haar hadden, verschilt nogal van de lovende beschrijving die J.S. Mill van haar gaf:
- J.S. Mill (in zijn autobiografie:) "To her outer circle she was a beauty and a wit, with an air of natural distinction, felt by all who approached her: to the inner, a woman of deep and strong feeling, of penetrating and intuitive intelligence, and of an eminently meditative and poetic nature" – (vert. "Voor haar omgeving was ze een geestige en mooie verschijning, die de indruk gaf zich op een natuurlijke manier te onderscheiden. Dit voelde eenieder die haar benaderde. Innerlijk was ze een vrouw met sterke gevoelens, met een doordringende intuïtieve intelligentie en van een voorname meditatieve en poëtische natuur.")
- De Carlyles, met wie ze bevriend waren, vonden haar eerder vreemd (peculiar) en een beetje een praatjesmaker (humbug) die je deed opschrikken met onverwachte uitspraken ("She was not easy unless she startled you with unexpected sayings").[1] Thomas Carlyle zei dat ze vol onverstandig intellect zat en je bleef bestoken met steeds dezelfde stomme vragen ("She was full of unwise intellect, asking and re-asking stupid questions")[2].

## Werk
John Stuart Mill noemt haar een waardevolle medewerkster aan veel van zijn boeken, in het bijzonder haar bijdrage aan On Liberty. Harriet was daarnaast zelf auteur van eigen werken, waaronder The Enfranchisement of Women, dat in 1851 verscheen. Veel van de ideeën die ze in dit werk naar voor bracht, zou J.S. Mill verder ontwikkelen in The Subjection of Women, dat elf jaar (1869) na haar dood werd gepubliceerd.